# سید راشد تورزو
سید راشد تورزو (انگلیسی: Sayed Rased Turzo؛ زادهٔ ۳۰ سپتامبر ۱۹۹۰) بازیکن فوتبال اهل بنگلادش است.
وی همچنین در تیم ملی فوتبال بنگلادش بازی کرده است.